# 马德拉旗帜

旗帜长宽比为3:2

马德拉旗帜是葡萄牙的西部岛屿马德拉自治区的区旗，是蓝-黄-蓝竖排的三色旗，中间为红边的白色十字架。是来自目前已经解散的，曾经想争取马德拉独立的“马德拉自治区解放阵线”的旗帜。